# Оксими

Оксим бутан-2-ону

цис-транс-ізомерія оксиму ацетофенону

Окси́ми або і́зонітро́зосполу́ки — органічні сполуки, що включають одну або декілька ізонітрозогруп RR1C=N-OH. Розглядаються як похідні альдегідів (R1 = H) — альдоксими і кетонів — кетоксими. Для альдоксимів і оксимів несиметричних кетонів характерна цис-транс-ізомерія по зв'язку C=N.
Оксими — похідні альдегідів або кетонів, що містять гідроксиімінну групу зі структурою R2 C=NOH. Оксими альдегідів — альдоксими RHC=NOH, оксими кетонів — кетоксими RRC=NOH. З безводними кислотами утворюють солі. Зазнають кислотного гідролізу до вихідних оксосполук. Алкілюються та ацилюються по атомові О. При дії концентрованих кислот альдоксими дегідратуються до нітрилів, кетоксими перегруповуються в аміди. Дають координаційні сполуки з солями перехідних металів.